# Davidof Island
Davidof Island (Aleoets: Qanan-tanax̂) is een onbewoond eiland dat behoort tot de Rat Islands, een subgroep van de Aleoeten, Alaska. Het eiland ligt ten oosten van Khvostof Island en Pyramid Island. Het hoogste punt van het eiland is 328 meter boven zeespiegel. Davidof Island beschikt over bijzonder steile en rotsachtige kliffen.
Davidof Island is net als de omliggende eilanden Khvostof Island, Pyramid Island en Lopy Island een restant van een vulkaan die in het Tertiair explodeerde als gevolg van een uitbarsting. Dit is goed te zien aan de ongewone halvemaan-vorm van het eiland, dat de zogenaamde Crater Bay vormt.